# Megafyt - R
Megafyt - R spol. s r.o. je český výrobce farmaceutických bylinných směsí), bylinných a ovocných čajů. Je dceřinou společností holdingu Martin Bauer. Distribuci čajů a bylin této společnosti zajišťuje Europlant, s.r.o. Firma sídlí ve Vraném nad Vltavou v okrese Praha-západ.

## Historie
- 1990 založena ve Vraném nad Vltavou společnost MEGAFYT[2]
- 1992 společnost transformována na Megafyt - R spol. s r.o.[3][2]
- 1997 do společnosti vstupuje vlastnicky německý holding Martin Bauer GmbH (v obchodním rejstříku dnes jako 100% vlastník pod jménem MB Beteiligungs GmbH)[3][2].

## Význam a produkce
Farmaceutické nálevy a bylinné čaje se značkou Megafyt jsou významně zastoupeny na českém i slovenském trhu. Řada produktů má registraci léčivého přípravku Státního ústavu pro kontrolu léčiv (SÚKL). Doplňkově společnost vyrábí i potravní doplňky a další bylinné produkty. Je partnerem mezinárodního distribučního řetězce Europlant a součástí německého holdingu Martin Bauer.

## Europlant
Europlant Phytopharmaca GmbH je člen holdingu Martin Bauer, jehož náplní je výzkum trhu, marketing a prodej produktů vyráběných společnostmi holdingu. Velmi aktivní je na východoevropském trhu, kde prostřednictvím dceřiných nebo joint venture společností distribuuje produkty společností holdingu. 
- Polsko: dceřiná společnost Europlant PhytoPharm Sp. z o.o.; prodává fytofarmaceutické výrobky tradičního polského výrobce Phytopharm Kleka (pod značkou PhytoPharm), dnes součásti holdingu Martin Bauer[5].
- Česká republika, Slovensko: společnost Europlant, s.r.o.; prodává výrobky společnosti Megafy-R, spol. s r.o. [2]
- Rusko: Evroplant ZAO; prodává výrobky tradičního ruského producenta léčivých bylin se 70letou tradicí – Krasnogorskleksredstva (značka Krasnogorsk sredstva), dnes součásti holdingu Martin Bauer. Na ruském trhu má spolupráci s téměř 20 regionálními velkodistributory[6][7].

## Holding Martin Bauer
Holding Martin Bauer má své základy v malé společnosti založené Martinem Bauerem v Německu před více než 60 lety. Společnost zabývající se původně chmelem brzy přešla k zpracování bylin a dnes patří mezi nejvýznamnější producenty na světě. Ročně zpracuje 25 000 tun bylin a vlastní sklady o rozloze 80 000 m2 a má vlastní laboratoře. Krom produkce bylin a bylinných čajů, se věnují výrobě a prodeji bylinných extraktů pro farmaceutický, kosmetický a potravinářský průmysl, pěstování a prodeji černého čaje, kávy, zeleniny a hub.
Pro jednotlivé obory působení zřídil holding samostatné společnosti, patří mezi ně mj. Plantextrakt, Finzelberg, PhytoLab, Europlant a Martin Bauer. Pro dodávky produktů do USA vytvořil Martin Bauer společný podnik (joint venture) American Ingerdients se společností Global Health Sciences. Obrat American Ingredients dosahuje 100 miliónů dolarů ročně. Stejný postup zvolil holding i pro vstup na čínský trh – ohlášen je společný podnik s čínskou společností Zheijang ShanShan Tea Co. Ltd., který by měl pod názvem ShanShan Tea Extracts Co. Ltd. začít od roku 2010 stavět továrnu na výrobu čajových extraktů a čaje bez kofeinu (s produkcí se počítá od roku 2011).

## Vybrané ochranné známky
- Megafyt
- Europlant
- Ispaghula
- Flosana

## Výrobky
Výrobní sortiment.

- bylinné směsi čajové směsi v nálevových sáčcích (např. Čajová směs pro kojící maminky)
- bylinné jednodruhové čaje v nálevových sáčcích (např. Čaj z hlohu)
- jednodruhové byliny sypané (např. dubová kůra)
- dětský program (např. Dětský čaj pro klidný spánek)
- ovocné čaje (např. Ovocný čaj s příchutí višně)
- zdravotní program (např. ACTI Tea, Light Digestion, PURI Tea, QUIET NIGHT Tea
- Slim Life (Fibre tea – bylinný čaj zmírňující pocit hladu)
- sirupy, doplňky stravy v kapslích, vláknina Psyllium-Ispaghula